# Germa Seium
Germa Seium (Germa Seyum) foi um negus (rei) do Reino Zagué. Taddesse Tamrat afirma que era filho de Morara, irmão mais novo de Tentauidim, e pai de Iemereana-Cristo.